# Stazione di Ponte Galeria
La stazione di Ponte Galeria è una stazione ferroviaria posta alla diramazione fra il vecchio tracciato della ferrovia Tirrenica e la linea Roma-Fiumicino.
È sita nel territorio comunale di Roma, in località Ponte Galeria.

## Storia
Fino al 1936 la stazione portò la denominazione di "Ponte Galera".
Il 14 novembre 1938 venne attivato l'esercizio a trazione elettrica, con linea aerea alla tensione di 3 kV, su entrambe le linee Livorno-Roma e Ponte Galeria-Fiumicino.

## Movimento
La tipica offerta nelle ore di punta nei giorni lavorativi è di un treno ogni 15 minuti per Fiumicino Aeroporto e Fara Sabina, un treno ogni 30 minuti per Poggio Mirteto e un treno ogni ora per Orte. Nei giorni festivi le frequenze sono dimezzate.
Nelle mattine dei giorni feriali fermano alcuni servizi della relazione FL5 fra cui:
- Un regionale Civitavecchia - Roma Termini (via Ponte Galeria)
- Un regionale per Ladispoli

## Interscambi
- Fermata autobus ATAC